# Magyarország a 2021-es rövid pályás úszó-világbajnokságon
Magyarország a Egyesült Arab Emírségekbeli Abu-Dzabiban megrendezett 2021-es rövid pályás úszó-világbajnokság egyik részt vevő nemzete volt.

## Eredmények
Férfi
| Versenyző         | Versenyszám    | Előfutam     | Előfutam     | Előfutam     | Elődöntő | Elődöntő | Elődöntő | Döntő   | Döntő    |
| Versenyző         | Versenyszám    | Idő          | Hely.        | Össz.        | Idő      | Hely.    | Össz.    | Idő     | Helyezés |
| ----------------- | -------------- | ------------ | ------------ | ------------ | -------- | -------- | -------- | ------- | -------- |
| Holló Balázs      | 400 m gyors    | 3:41,75      | 6.           | 11.          |          |          |          | kiesett | kiesett  |
| Holló Balázs      | 100 m vegyes   | 54,05        | 1.           | 26.          | kiesett  | kiesett  | kiesett  | kiesett | kiesett  |
| Holló Balázs      | 400 m vegyes   | 4:04,74      | 2.           | 4.           |          |          |          | 4:11:26 | 8.       |
| Szabó Szebasztián | 50 m gyors     | 21,46        | 3.           | 13.          | 21,06    | 4.       | 6.       | 21,26   | 7.       |
| Szabó Szebasztián | 100 m gyors    | Visszalépett | Visszalépett | Visszalépett | kiesett  | kiesett  | kiesett  | kiesett | kiesett  |
| Szabó Szebasztián | 50 m pillangó  | 22,42        | 1.           | 3.           | 22,11    | 1.       | 1.       | 22,14   | 4.       |
| Szabó Szebasztián | 100 m pillangó | 51,25        | 6.           | 25.          | kiesett  | kiesett  | kiesett  | kiesett | kiesett  |
| Telegdy Ádám      | 100 m hát      | 52,07        | 9.           | 22.          | kiesett  | kiesett  | kiesett  | kiesett | kiesett  |
| Telegdy Ádám      | 200 m hát      | 1:52,61      | 6.           | 12.          | kiesett  | kiesett  | kiesett  | kiesett | kiesett  |
| Zombori Gábor     | 400 m gyors    | 3:44,23      | 5.           | 25.          |          |          |          | kiesett | kiesett  |
| Zombori Gábor     | 200 m vegyes   | 1:57,07      | 6.           | 20.          |          |          |          | kiesett | kiesett  |

Női
| Versenyző                                                                       | Versenyszám     | Előfutam | Előfutam | Előfutam | Elődöntő | Elődöntő | Elődöntő | Döntő   | Döntő    |
| Versenyző                                                                       | Versenyszám     | Idő      | Hely.    | Össz.    | Idő      | Hely.    | Össz.    | Idő     | Helyezés |
| ------------------------------------------------------------------------------- | --------------- | -------- | -------- | -------- | -------- | -------- | -------- | ------- | -------- |
| Békési Eszter                                                                   | 50 m mell       | 31,38    | 3.       | 28.      | kiesett  | kiesett  | kiesett  | kiesett | kiesett  |
| Békési Eszter                                                                   | 100 m mell      | 1:07,00  | 9.       | 21.      | kiesett  | kiesett  | kiesett  | kiesett | kiesett  |
| Békési Eszter                                                                   | 200 m mell      | 2:23,08  | 6.       | 15.      | kiesett  | kiesett  | kiesett  | kiesett | kiesett  |
| Gyurinovics Fanni                                                               | 100 m gyors     | 54,39    | 4.       | 25.      |          |          |          |         |          |
| Jakabos Zsuzsanna                                                               | 200 m pillangó  | 2:06,41  | 2.       | 6.       |          |          |          | 2:06,82 | 6.       |
| Jakabos Zsuzsanna                                                               | 200 m vegyes    | 2:09,15  | 3.       | 12.      | kiesett  | kiesett  | kiesett  | kiesett | kiesett  |
| Jakabos Zsuzsanna                                                               | 400 m vegyes    | 4:32,02  | 3.       | 6.       |          |          |          | 4:31,49 | 7.       |
| Késely Ajna                                                                     | 400 m gyors     | 4:03,84  | 5.       | 9.       |          |          |          | kiesett | kiesett  |
| Késely Ajna                                                                     | 800 m gyors     | 8:21,81  | 5.       | 10.      |          |          |          | 8:20,18 | 8.       |
| Mihályvári-Farkas Viktória                                                      | 800 m gyors     | 8:24,93  | 6.       | 12.      |          |          |          | kiesett | kiesett  |
| Mihályvári-Farkas Viktória                                                      | 400 m vegyes    | 4:35,69  | 4.       | 12.      |          |          |          | kiesett | kiesett  |
| Pádár Nikolett                                                                  | 200 m gyors     | 1:59,43  | 7.       | 23.      |          |          |          | kiesett | kiesett  |
| Szabó-Feltóthy Eszter                                                           | 100 m hát       | 1:00,27  | 9.       | 27.      | kiesett  | kiesett  | kiesett  | kiesett | kiesett  |
| Szabó-Feltóthy Eszter                                                           | 200 m hát       | 2:06,13  | 3.       | 10.      |          |          |          | kiesett | kiesett  |
| Gyurinovics Fanni Jakabos Zsuzsanna Pádár Nikolett Késely Ajna                  | 4 × 100 m gyors | 3:36,20  | 5.       | 7.       |          |          |          | 3:36,94 | 7.       |
| Jakabos Zsuzsanna Gyurinovics Fanni Pádár Nikolett Késely Ajna (Kapás Boglárka) | 4 × 200 m gyors | 7:48,28  | 3.       | 4.       |          |          |          | 7:47,04 | 5.       |